# Ramo Kolenović
Ramo Kolenović (Gusinje, Crna Gora, 7. kolovoza, 1927.), jugoslavenski i srbijanski kajakaš na mirnim vodama. Natjecao se u svim disciplinama K-1 500, 1000 i 10000 metara. Najviše uspjeha imao je u najdužoj disciplini.
Jedan je od poznatijih kajakaša 1950-ih i 1960-ih godina. Bio je učlanjen u KK Zmaj iz Zemuna, kasnije KK Ivo Lola Ribar iz Zemuna. Trenutno stanuje u Zemunu, a i dalje je u KK Zmaj. Najviše je sudjelovao na prvenstvima bivše Jugoslavije, a natjecao se u kajaku na mirnim vodama.

## Sportski uspjesi

### Prvenstvo Jugoslavije ukajaku na mirnim vodama
Disciplina K-1 10000 m
Prvo mjesto 1956. i 1959.
Drugo mjesto 1954., 1957., 1958., 1961. i 1964.
Treće mjesto 1960. i 1963.
Disciplina K-2 10000 m
Prvo mjesto 1961.
Drugo mjesto 1962.
Disciplina K-4 10000 m
Drugo mjesto 1964.
Disciplina K-1 1000 m
Drugo mjesto 1958.
Disciplina K-4 1000 m
Prvo mjesto 1960. i 1962.
Disciplina K-1 500 m
Drugo mjesto 1958.
Disciplina K-1 4x500 m
Prvo mjesto 1963.
Drugo mjesto 1959., 1961. i 1963.
Treće mjesto 1960.

### Međunarodna prvenstva
- 1954. - Kajak-kanu međunarodno natjecanje na mirnim vodama u Zemunu, Srbija
  - bronca na 10000 metara
- 1956. - Kajak-kanu međunarodno natjecanje na mirnim vodama u Londonu
  - bronca na 10000 metara
- 1956. - Kajak-kanu međunarodno natjecanje na mirnim vodama u Brčkom, BiH
  - srebro na 10000 metara
- 1960. - Kajak-kanu međunarodno natjecanje na mirnim vodama u Brčkom, BiH
  - zlato na 10000 metara

## Galerija fotografija
- Ramo u Jajcu (BiH) 1963. godine
- Ramo s Mirkom Nišovićem 1986. godine